# Schlumbergerinina
Schlumbergerinina es un orden de foraminíferos bentónicos del suborden Schlumbergerinida, que agrupa taxones tradicionalmente incluidos en el suborden Textulariina del orden Textulariida. Su rango cronoestratigráfico abarca desde el Jurásico hasta la Actualidad.

## Discusión
Clasificaciones previas han incluido los géneros de Schlumbergerinina en el suborden Rzehakinina y en el orden Rzehakinida, aunque estos taxones han sido considerados sinónimos posteriores de Schlumbergerinina y Schlumbergerinida respectivamente. Muchos de sus géneros (Pseudoflintina, Ammomassilina, Spiroloculina, Agglutinella, Dentostomina, Siphonaperta, Sigmoilopsis y Ammosigmoilinella) fueron incluidos previamente en el Orden Miliolida.

## Clasificación
Schlumbergerinina incluye la siguiente superfamilia:
- Superfamilia Rzehakinoidea